# 宗健
宗 健（そう たけし、1965年 - ）は、日本の研究者。実業家。福岡県出身。社会工学系の工学博士。リクルートフォレントインシュア元代表取締役社長。

## 略歴・人物
1965年、福岡県北九州市生まれ。福岡県立京都高等学校を経て、1987年九州工業大学工学部機械工学科卒業。リクルート入社、通信事業配属。1996年、電話サービス・WATTSサービスグループマネジャー、1998年に人材総合サービス事業部門インターネット企画グループマネジャー。

2003年、ForRent.jp編集長 以後ISIZE住宅情報編集長・R25式モバイル編集長を経て、2006年、株式会社リクルートフォレントインシュア代表取締役社長に就任。2012年、リクルート住まい研究所 所長。

2017年、筑波大学大学院システム情報工学研究科（博士後期課程）社会工学専攻（早期修了プログラム）修了。
2018年、7月より大東建託所長。
所属学会
- 公社) 都市住宅学会員、(一社) 日本建築学会員、(一社) 日本社会福祉学会員、(公社) 日本不動産学会員、(公社) 日本都市計画学会員、(一社) 経営情報学会員、日本行動計量学会。
- 東京大学空間情報科学研究センター客員研究員、都市住宅学会都市住宅研究センター研究員、早稲田大学クレジットビジネス研究所招聘研究員

。

## 著書・研究
- 『都市の老い－人口の高齢化と住宅の老朽化の交錯－』（齋藤誠(編著)(第4・5章を執筆)　勁草書房
- 『低所得者の居住安定に関する制度検討－生活保護住宅扶助及び民間賃貸住宅の家賃滞納を題材とした学際的アプローチ－』博士論文(筑波大学2017.3)

## 論文
1) 宗健・新井優太(2018)：「住まいが主観的幸福度に与える影響」都市住宅学会2018年学術講演会(2018.12) 

2) 宗健・新井優太(2018)：「富裕層および団地の集積が家賃に与える影響」都市住宅学会2018年学術講演会(2018.12)
 3) 宗健(2018)：「地域の共同住宅空室率が中古マンション価格に与える影響」日本不動産学会誌32(1)(2018.6) 

4) 宗健(2017)：「地域の空き家率が家賃に与える影響」日本不動産学会2017年度秋季全国大会(第33回学術講演会)論文集(2017.11)  

5) 宗健(2017)：「住宅・土地統計調査空き家率の検証」日本建築学会計画系論文集82(737)(2017.7) 

6) 宗健(2017)：「行動・思考様式が家賃滞納に及ぼす影響」都市住宅学(97)(2017.4)　※2018年都市住宅学会論文賞 

7) 宗健(2016)：「生活保護受給世帯における住宅扶助費の研究」社会福祉学Vol.57-1(2016.5) 

8) 宗健(2015)：「民間賃貸住宅の家賃滞納に家賃・敷金・契約者属性等が及ぼす影響」都市住宅学(89)(2015.4) 

9) 宗健(2015)：「民間賃貸住宅における家賃滞納の定量分析」都市住宅学(86)(2014.7)

## 一般論文
1)宗健・新井優太(2018)：「空き家問題の認知状況が不動産投資意欲に与える影響」日本不動産学会2018年学術講演会(2018.11)

2) 宗健・新井優太(2018)：「東京23区の住民属性が家賃および中古マンション価格に与える影響」日本不動産学会2018年学術講演会(2018.11) 
3) 宗健(2018)：「発注者と開発者のスキル・意識の違いがシステム開発に及ぼす影響」経営情報学会春期全国研究発表大会(2018.3) 

4) 宗健(2018)：「労働時間が仕事満足度に与える影響」経営情報学会春期全国研究発表大会(2018.3) 

5) 新井優太・宗健・清水千弘(2016)：「家賃の硬直性に関する研究」日本不動産学会2016年度秋季全国大会(2016.11)

## 論説
1)宗健(2018)：「主観的幸福度と住まいの関係」リクルート住まい研究所ホームページ掲載(2018.3) 

2)宗健(2016)：「本当に空き家は800万戸もあるのか　総務省数値の一人歩きを疑う」ダイヤモンド・オンライン(2016.2) 

3)宗健(2016)：「地方の「稼ぐ」に関する考察」地方行政(時事通信社)(2016.1) 

4)宗健(2015)：「空き家と住まいと地方創生」地方行政(時事通信社)(2015.12) 

5)SO Takeshi・ARAI Yuta(2015)：「Quantitative Analysis of Rent Arrears in Private Rental Housing in Japan　（UPPD27）」Urban Planning and Property Development　2015（Singapore）(2015.10) 

6)宗健(2015)：「地方の戸建空き家を生む背景と不動産流通市場の課題」建築雑誌130（1672）(2015.6) 

7)宗健(2014)：「家主は事業者か消費者か」リクルート住まい研究所ホームページ掲載(2014.10) 

8)宗健(2014)：「空き家率の推定と滅失権取引制度」リクルート住まい研究所ホームページ掲載(2014.7) 

9)宗健(2014)：「賃貸住宅管理業登録規定についての解説・賃貸住宅管理業務処理準則についての解説」リクルート住まい研究所ホームページ掲載(2014.4) 

10)宗健(一般社団法人全国賃貸保証業協会システム委員会名義)(2012)：「代位弁済情報(家賃支払情報)データベースの意義と現状及び課題」都市住宅学(77)(2012.4)

## シンポジスト・パネリスト・講演
- 2018.03.27： クレジットマネジメント研究会「家賃滞納の社会的損失とその構造・要因及び政策提案」（講演）
- 2018.03.17： 公開シンポジウム：「都市の老い」にどう向き合うのか？「民間主体から見た今後の都市問題」パネリスト
- 2017.12.09： 都市的土地利用研究会「低所得者の居住安定と家賃滞納及びその対策」（報告）
- 2017.11.24： 柏市の未来予測研究会（麗澤大学）「空き家の実態と家賃・価格への影響など～柏市を事例として～」(報告)
- 2016.09.29： 国土交通省,不動産市場動向検討会議「住調空き家率の検証と実際の空き家率推定」（講師）
- 2016.08.22： 比較住宅都市研究会「住宅扶助費は市場家賃と乖離しているのか」（講演）
- 2016.05.18： 中古住宅市場活性化・空き家問題フォーラム実行委員会（後援：国土交通省）,中古住宅・空き家フォーラム（パネリスト）
- 2015.12.20： 東京大学　都市工学ワークショップ「人口減少時代の住宅・土地のリユース・リサイクル-空き家・空き地問題のその先-」「住宅・土地統計調査の妥当性検証と検証後の空き家率・問題化の時期」「空間リサイクルに向けた対策案　滅失権取引制度の提案」（報告）
- 2015.06.02： 都市住宅学会公開市民フォーラム「人口減少下の地方創生・空き家対策・コンパクトシティ政策を展望する」（パネリスト）
- 2015.06.01： 内閣官房　日本版ＣＣＲＣ構想有識者会議「中高年齢層の首都圏から地方への移住、移住意向及び日本版CCRC受容層の属性等に関する調査」（報告）
- 2015.03.26： 国土交通省　中古住宅市場活性化ラウンドテーブル 「不動産流通市場活性化に向けて～消費者の中古物件への評価、リフォームの実態等～」（報告）
- 2014.10.25： 都市住宅学会公開シンポジウム「空き家問題の本質と適正管理・ 事業化・地域活性」（パネリスト）
- 2014.08.29： 厚生労働省　社会保障審議会生活保護基準部会検討作業班会議「生活保護世帯の住宅の現況と現行制度について」（報告）
- 2014.05.19： 都市住宅学会公開市民フォーラム「住宅と社会保障-重層的セーフティネットをいかに構築するか」（パネリスト）
- 2013.12.01： 都市住宅学会第21回学術講演会ワークショップ「住宅地の液状化現象への対処と地価および家賃への影響」（パネリスト）
- 2013.10.21： 内閣官房　行政改革推進会議独立行政法人改革等に関する分科会第4ワーキンググループ「賃貸住宅のニーズ、課題、UR住宅について等」（報告）[3]

## 受賞歴
- 筑波大学社会工学専攻長賞(2017.3)
- 第13回都市住宅学会学生論文コンテスト博士論文部門最優秀賞(2017.6)
- 日本不動産学会湯浅賞博士論文部門(2017.11)[2]
- 都市住宅学会論文賞 （2018.5.28）